# Sekretarz wojny Stanów Zjednoczonych

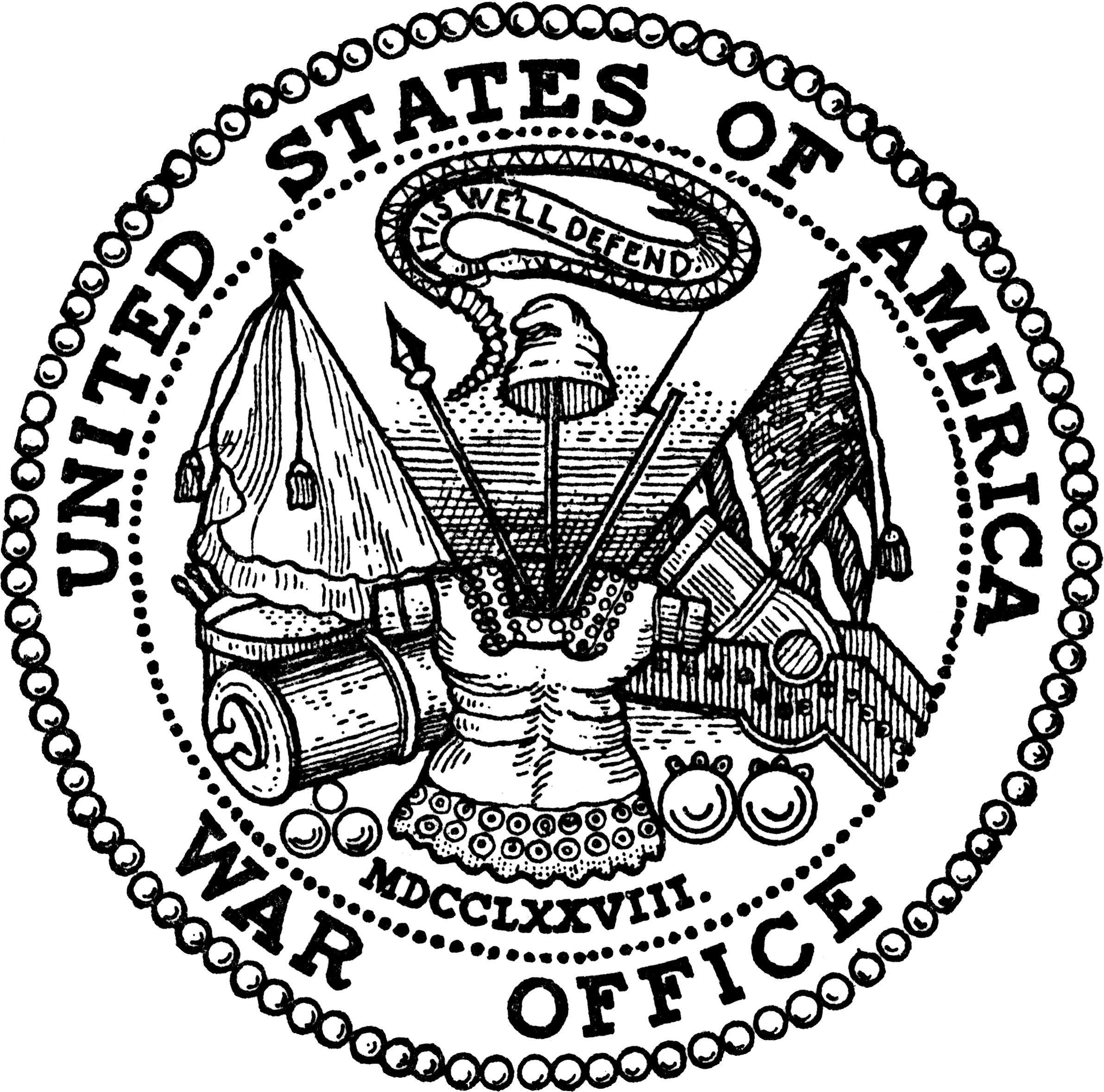
Pieczęć Departamentu Wojny

Sekretarz wojny Stanów Zjednoczonych (ang. United States Secretary of War) – stanowisko w gabinecie prezydenta Stanów Zjednoczonych. 
Stanowisko to zostało utworzone 12 września 1789 roku, podczas prezydentury George’a Washingtona. Sekretarz wojny stał na czele Departamentu Wojny. Początkowo odpowiadał za wszystkie siły zbrojne Stanów Zjednoczonych. W 1798 roku utworzono nowe stanowisko sekretarza marynarki wojennej, wyjmując siły morskie z kompetencji sekretarza wojny. W 1947 roku oba departamenty zostały połączone w Departament Obrony Stanów Zjednoczonych.